# Haspres
Haspres ist eine französische Gemeinde mit 2.632 Einwohnern (Stand: 1. Januar 2022) im Département Nord in der Region Hauts-de-France. Sie gehört zum Arrondissement Valenciennes und zum Kanton Aulnoy-lez-Valenciennes. Die Einwohner werden Hasprien(ne)s genannt.

## Geographie
Die Gemeinde Haspres liegt an der Selle, einem Nebenfluss der Schelde rund 15 Kilometer südwestlich von Valenciennes. Umgeben wird Haspres von den Nachbargemeinden Douchy-les-Mines im Norden, Thiant und Monchaux-sur-Écaillon im Nordosten, Verchain-Maugré im Osten, Saulzoir im Südosten, Villers-en-Cauchies im Süden, Avesnes-le-Sec im Südwesten sowie Noyelles-sur-Selle im Nordwesten.

## Geschichte
Am 25. August 1914 kam es hier zu den ersten größeren Auseinandersetzungen des Ersten Weltkriegs auf französischem Boden, während sich die französischen und britischen Truppen nach der Gegenoffensive von Belgien (Mons) aus zurückzogen.

### Bevölkerungsentwicklung
| Jahr      | 1962 | 1968 | 1975 | 1982 | 1990 | 1999 | 2006 | 2012 | 2020 |
| Einwohner | 2962 | 2941 | 2889 | 2700 | 2715 | 2753 | 2679 | 2788 | 2650 |

## Sehenswürdigkeiten
- Kirche Saint-Hugues-et-Achaire aus dem 19. Jahrhundert
- Priorei von Haspres aus dem 17. Jahrhundert, ursprünglich als Hasprensis Prœposituria im 7. Jahrhundert begründet
- Alte Abtei von Prés-Porchains aus dem Jahre 1233
- Kapellen Notre-Dame de la Délivrance, de Foy und de Lourdes
- Calvaire
- Alte Mühle an der Selle
- Rathaus aus dem 19. Jahrhundert
- Zwei Commonwealth-Soldatenfriedhöfe (Coppice cemetery und York cemetery)

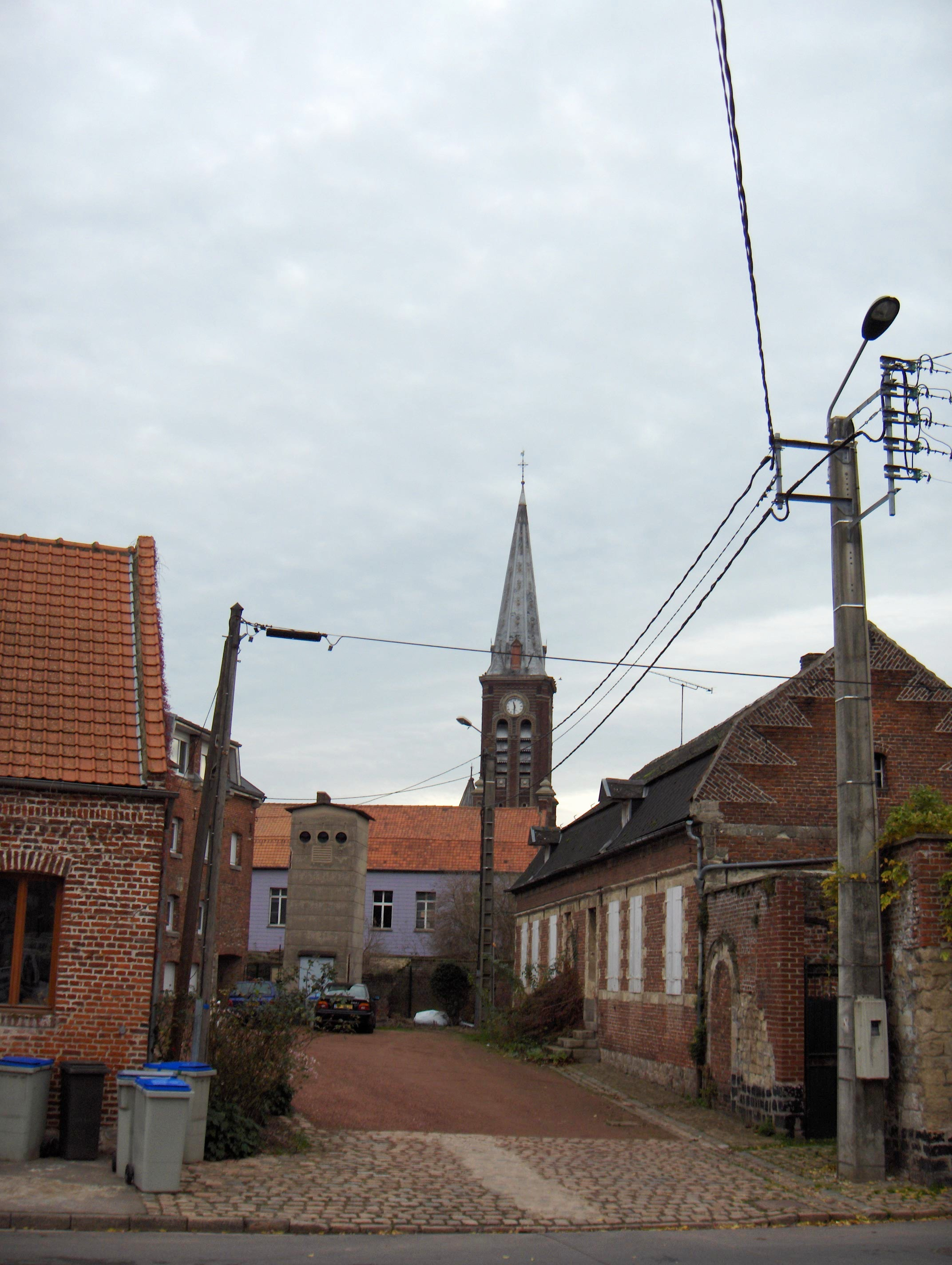
Blick zur Kirche Saint-Hugues-et-Achaire
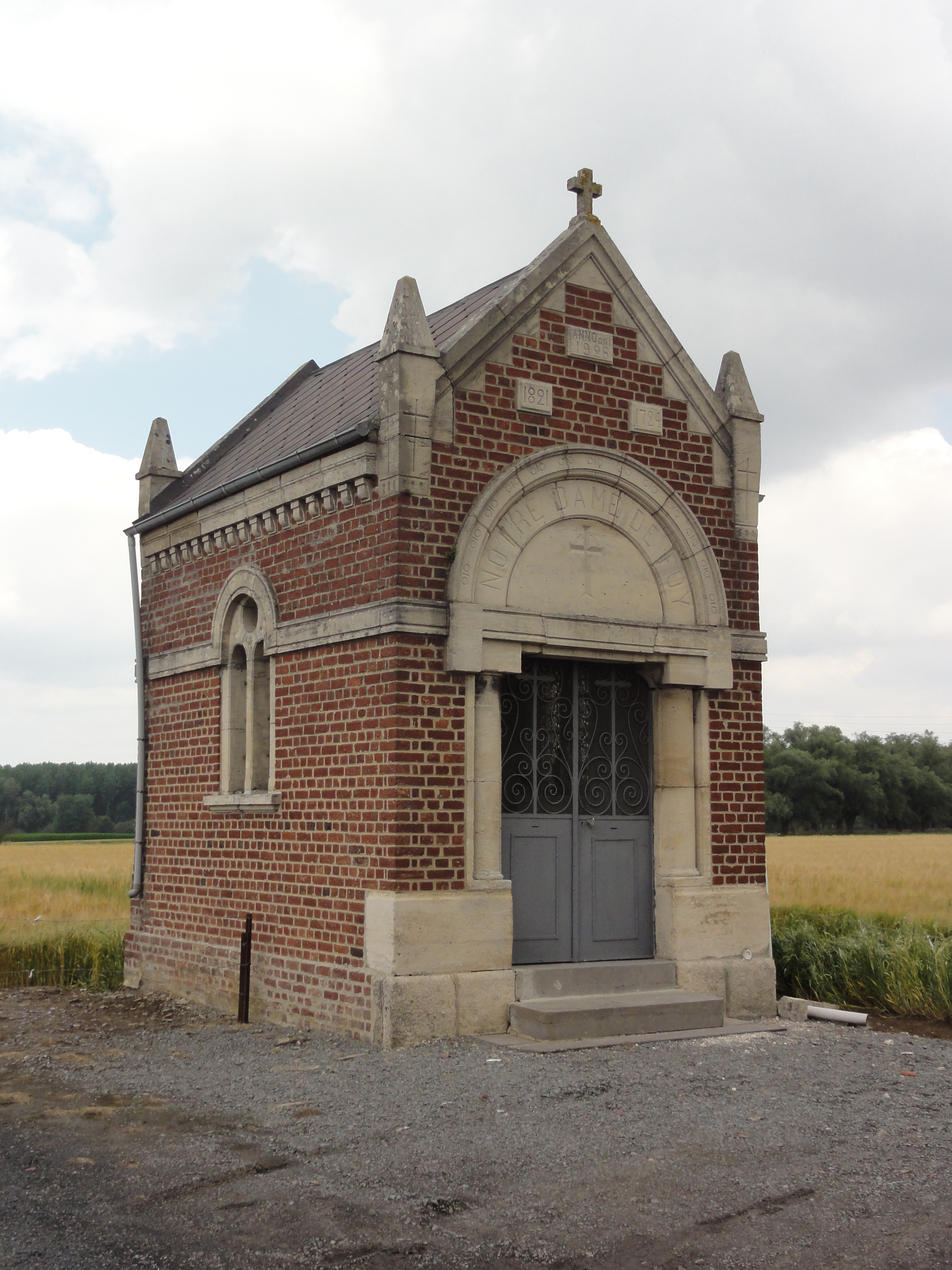
Kapelle Notre-Dame de Foy
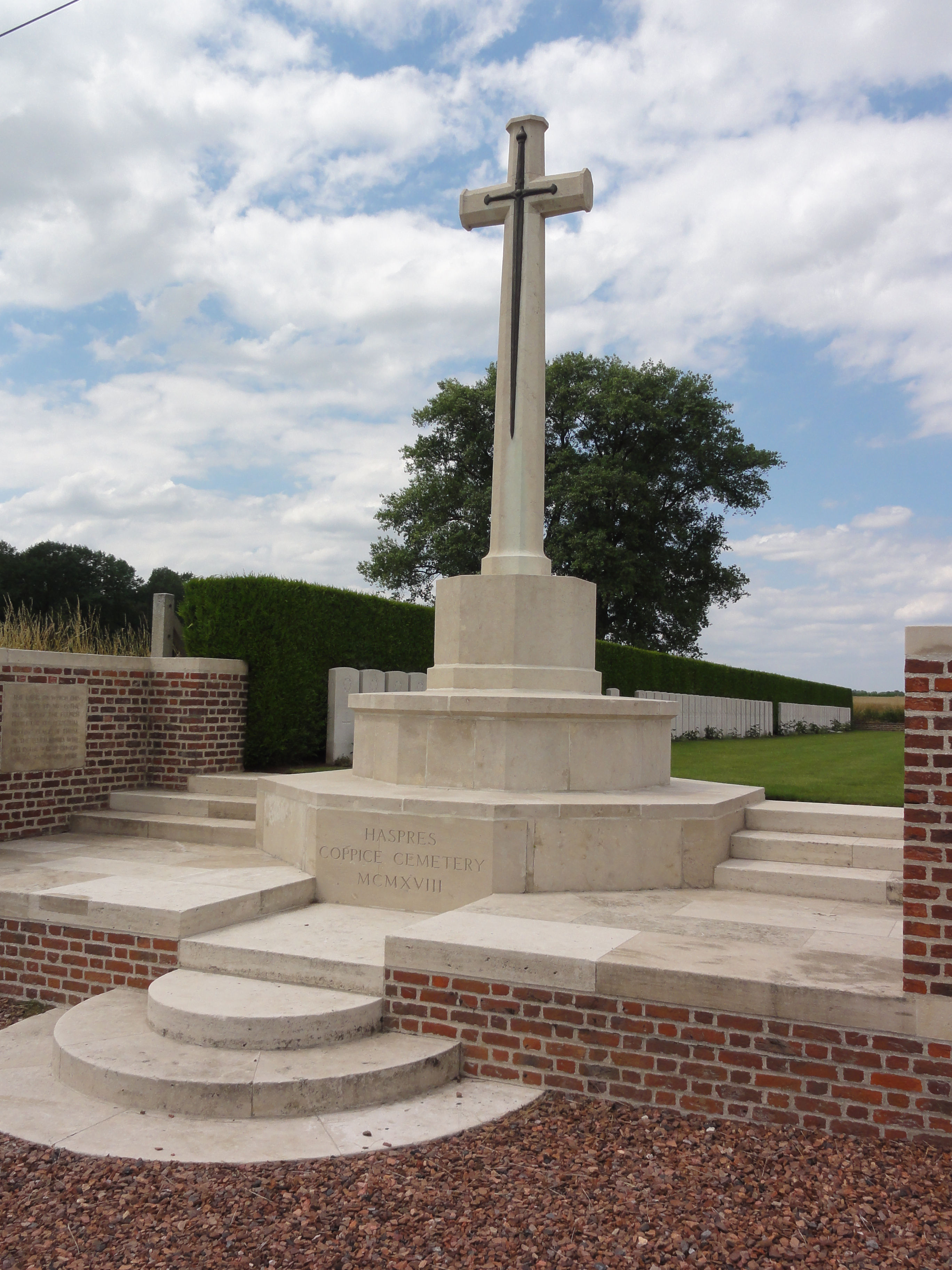
Coppice cemetery
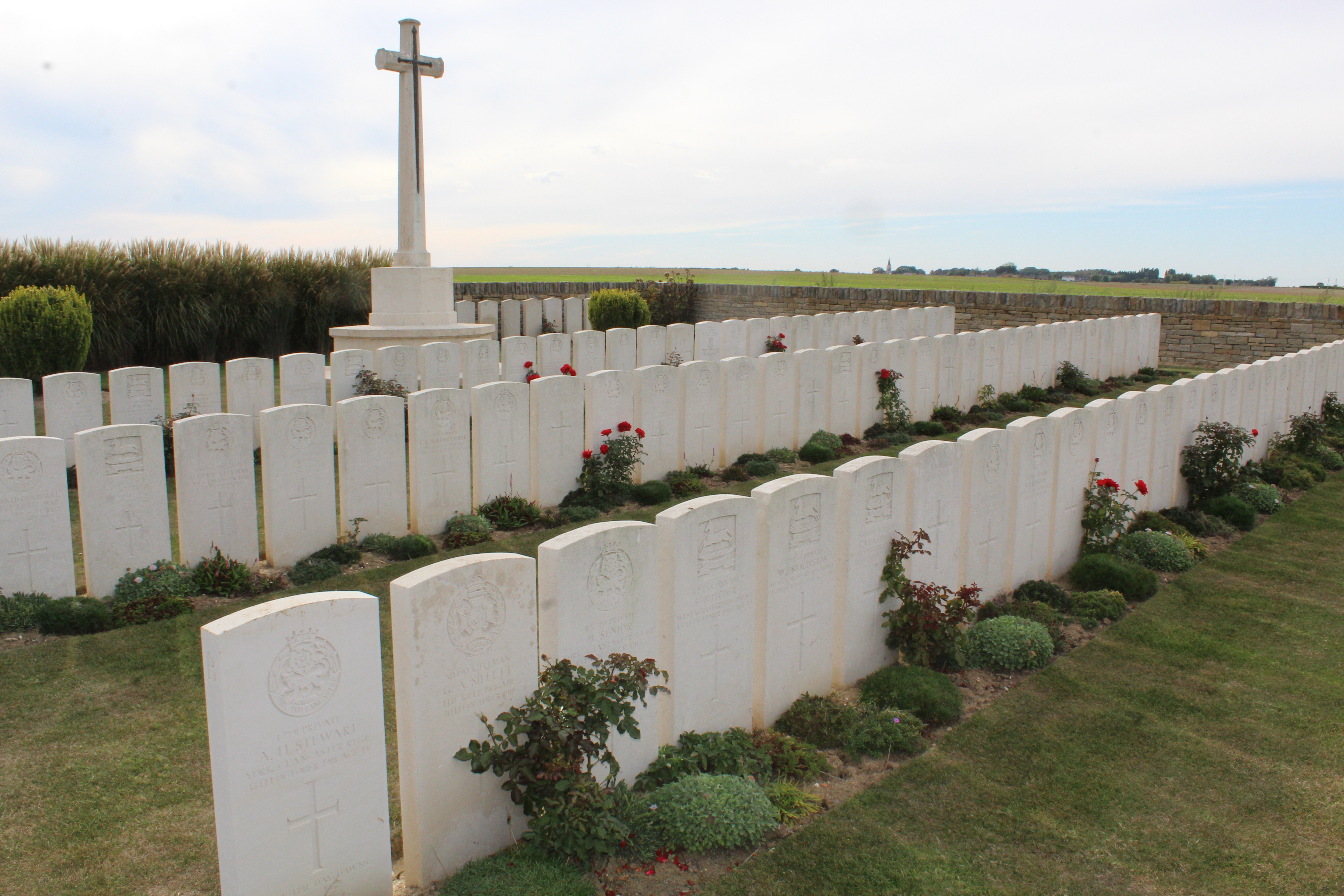
York cemetery